# Parenoplus edentatus
Parenoplus edentatus är en rundmaskart som beskrevs av Nikolai Nikolaievich Filipjev 1927. Parenoplus edentatus ingår i släktet Parenoplus och familjen Enoplidae. Inga underarter finns listade i Catalogue of Life.